# BC Dinamo Tbilissi
Le BC Dinamo Tbilissi est un club georgien de basket-ball basé à Tbilissi. Il est issu du club omnisports le Dinamo Tbilissi et appartient au plus haut niveau du championnat géorgien.

## Palmarès
- Vainqueur de la Coupe d'Europe des clubs champions : 1962
- Finaliste de la Coupe d'Europe des clubs champions : 1960
- Champion d'URSS : 1950, 1953, 1954, 1968
- Champion de Géorgie : 1991, 1992, 2003, 2014, 2017, 2018
- Vainqueur de la Coupe de Géorgie : 2004, 2015, 2016